# Sárkány Gábor
Sárkány Gábor, született Salzberger (Temesvár, 1878. december 24. – Temesvár, 1965. január 15.) temesvári magyar újságíró, lapszerkesztő.

## Életútja
Szülővárosában érettségizett, majd Bécsben folytatott filozófiai, irodalom-, művészet- és színháztörténeti tanulmányokat. Ekkoriban tudósításokat küldött az osztrák főváros művészeti eseményeiről a Temeswarer Zeitungnak és a Temesvári Hírlapnak. A Bánság közigazgatási, gazdasági és művelődési központjába visszatérve a Temeswarer Zeitung munkatársává szegődött. A Lovas Antal szerkesztette rangos német nyelvű napilap kulturális rovatának vezetőjeként a két világháború közötti évtizedekben színvonalas beszámolókat, szakavatott kritikákat közölt Temesvár irodalmi, zenei, színházi és képzőművészeti életéről, fontosabb eseményeiről, a kulturális egyesületek rendezvényeiről. Nemzetiségi és vallási különbség nélkül követte nyomon, szemlézte és méltatta a több etnikum és felekezet lakta Béga-parti város művelődési és művészeti életének minden számottevő mozzanatát, megnyilvánulását. Rendszeresen írt a magyar írók, muzsikusok és képzőművészek jelentkezéseiről, fellépéseiről és megvalósításairól, később riportokban számolt be bécsi, berlini és párizsi útjairól, ottani tapasztalatairól. A Temeswarer Zeitung 1940-es beszüntetéséig, majd újraindításakor, 1944-től 1949-ig a lap egyik legaktívabb munkatársa. Írásokat közölt a Bánság művelődési életéről a Temesvárott kiadott Banater Schriftum c. folyóirat hasábjain is.
A temesvári Arany János Társaság 1929-ben választotta tagjává. Tagja, majd 1932-től elnöke volt az Erdélyi és Bánsági Újságíró Szervezetnek. A „regényes lelkesedésű férfiú” – az ügyvezető elnök, Ligeti Ernő jellemzése szerint – „élete főhivatásának tekintette, hogy »atyja« legyen a szervezetnek. Szorosabbra fűzte a kapcsolatot a német újságírókkal, bevonta a szervezetbe az összes kisebbségi újságírót, összeköttetéseket igyekezett kiépíteni a bukaresti politikusokkal, kormánytisztviselőkkel, rendezte az újságírók nyugdíj-ügyét.” Elnöksége idején épült fel Tusnádon az újságírók üdülője s vették fel az Erdélyi és Bánsági Újságíró Szervezetet a Nemzetközi Újságíró Egyesületbe.